# Microplitis manilae
Microplitis manilae är en stekelart som beskrevs av William Harris Ashmead 1904. Microplitis manilae ingår i släktet Microplitis och familjen bracksteklar. Inga underarter finns listade i Catalogue of Life.